# 信濃木崎夏期大学
信濃木崎夏期大学（しなのきざきかきだいがく）とは、1917年（大正6年）8月から毎夏、長野県大町市の木崎湖畔にて開催されている数日間の学術セミナー。

## 概要
キリスト教徒で社会教育家、アンデルセン童話の翻訳・研究で知られる平林広人が北安曇郡陸郷北尋常小学校長時代に提唱し、長野県庁や北安曇郡役所、北安曇教育会などの公的団体をはじめ、長野県内の教師や青年団体の賛同、知事の赤星典太、信濃鉄道の今井五介らの協力や後援を得て第1回目が開催された。そのときの講師は伊藤長七、河野齢蔵、後藤新平、澤柳政太郎、杉崎瑢、田中阿歌麿、矢澤米三郎、吉野作造、前田多門、小平権一など。対山館の主人で大町登山者組合を設立した百瀬慎太郎も参集した。
後年、阿川弘之、有島武郎、梅原猛、津田左右吉、西尾実、務台理作、和辻哲郎、中村白葉、藤村作、辻村太郎、末綱恕一、下村寅太郎など、太平洋戦争下でも休止することなく継続し、時代時代の文化人が講師として集い、受講者は日本全国から集まった。

## 交通アクセス
- JR大糸線 稲尾駅下車 徒歩8分
- JR大糸線 信濃木崎駅下車 徒歩15分
- 大町市民バスふれあい号 信濃大町駅乗車 約25分

## 関連図書
- 『黎明の北アルプス』1994年 著 はまみつを 郷土出版社 ISBN 4-87663-255-3 P181